# Public Opinion (film 1916)
Public Opinion è un film muto del 1916 diretto da Frank Reicher.

## Trama
Hazel Gray scappa da casa con il dottor Henry Morgan, ma lo lascia quando scopre che lui è sposato. La sua fuga provoca la riprovazione generale e la ragazza viene confinata ai margini della società. Quando viene assunta come infermiera da Philip Carson per accudire sua madre, una donna dalla salute cagionevole, si innamora del suo datore di lavoro. La madre di Philip si è risposata da poco e Hazel scopre che il marito della donna non è altri che Henry Morgan, l'uomo con cui lei era fuggita. La signora Morgan muore, avvelenata. Le indagini portano a sospettare dell'omicidio Hazel, che avrebbe agito per gelosia nei confronti della moglie del suo amante. Tutti, anche Philip, sono convinti della sua colpevolezza. L'unico a credere alla sua innocenza è Gordon Graham, uno dei giurati, che riesce a convincere gli altri membri della giuria e a farla assolvere. La verità verrà alla luce quando, colpito a morte da un drogato, Morgan confesserà di aver avvelenato lui la moglie. Riabilitata, Hazel si sposa con Gordon.

## Produzione
Il film fu prodotto dalla Jesse L. Lasky Feature Play Company.

## Distribuzione
Distribuito dalla Paramount Pictures, il film uscì nelle sale cinematografiche USA il 20 agosto 1916.
Copia della pellicola viene conservata negli archivi della Library of Congress.